# Regiment Westphalen (Grande Armée)

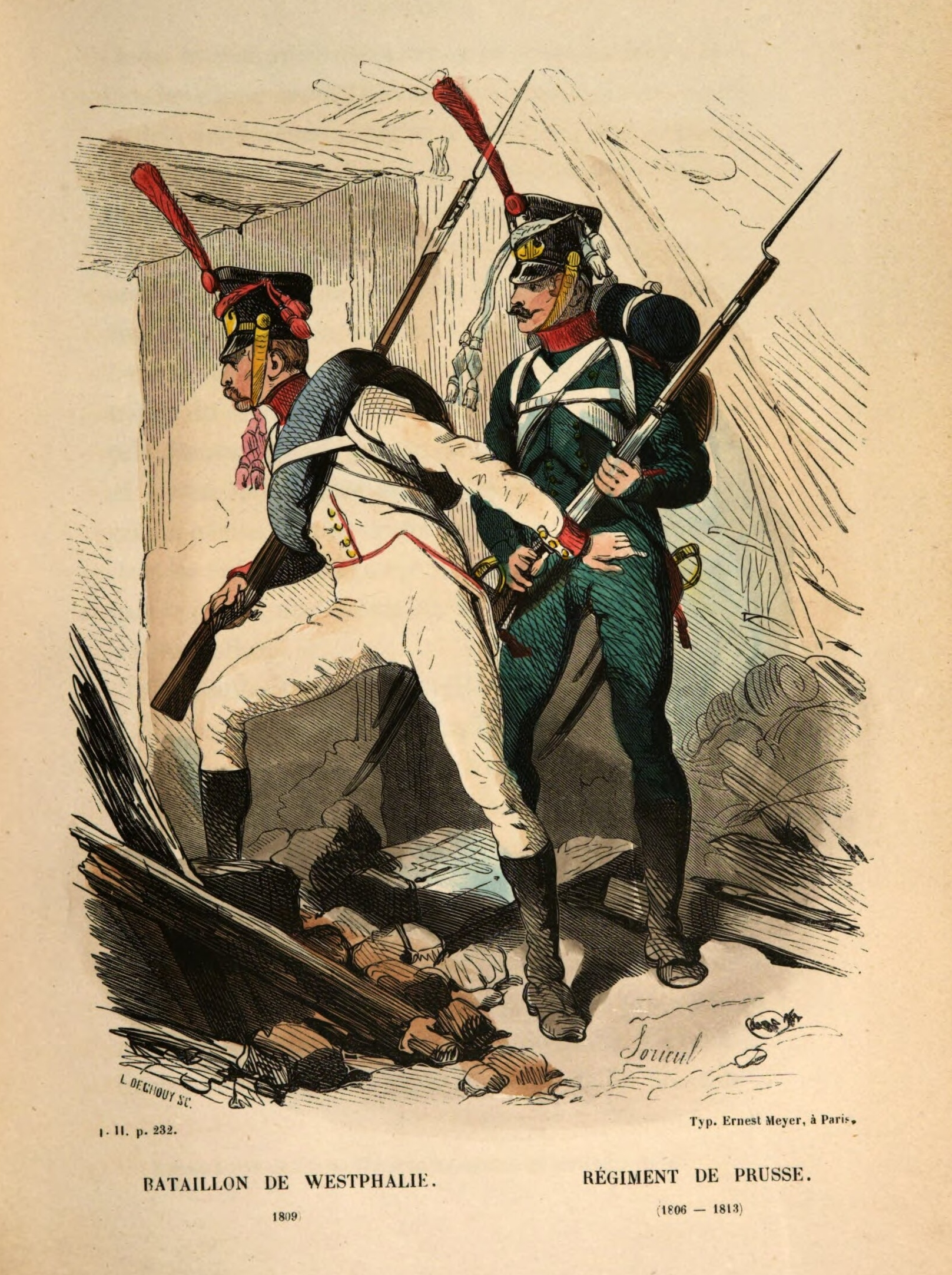
Regiment de Westphalie und Regiment de Prusse (aus E. Fieffe, 1854)

Das Regiment Westphalen (auch: Régiment de Westphalie) war, ebenso wie das Regiment „Isenburg“, während der Zeit von 1806 bis 1809 ein aus deutschen Soldaten aufgestellter militärischer Verband im französischen Dienst (Grande Armée). Das nur kurze Zeit bestehende Regiment gehörte nicht zum Militär des Königreichs Westphalen und wurde auch nicht als Régiment étranger (Fremdregiment) geführt, wie etwa das Régiment „de Prusse“. Die ab Dezember 1806 per kaiserlichem Dekret errichteten vier Bataillone des Regiments wurden 1809, schwer dezimiert durch eine hohe Desertionsrate, in andere Truppenteile der Grande Armée aufgenommen.

## Aufstellung des Regiments
Per Dekret vom 11. Dezember 1806 befahl Napoleon in Posen die Bildung dieses leichten Infanterie-Regiments mit vier Bataillonen zu jeweils sechs Kompanien (1 Grenadiere, 1 Voltigeure, 4 Füsiliere/Chasseure) mit je 3 Offizieren und 140 Gemeinen, also in einer Sollstärke von 3360 Mann. Als Rekruten sollten entlassene Soldaten der preußischen Armee aus den Regionen Münster, Minden und Erfurt sowie ehemalige Soldaten des Herzogtums Braunschweig und des Fürstentums Nassau-Oranien-Fulda herangezogen werden:

„[…]In Erwägung, dass die Länder jenseits der Elbe nicht mehr an Preußen zurück gehen sollen, und dass doch noch eine Menge Militäre vorhanden sind, die das edle Waffenhandwerk fortzusetzen wünschen, haben wir beschlossen, ihnen die Mittel hierzu zu erleichtern.. .[…]“

Die Aufstellung wurde wie folgt organisiert:
- 1. Bataillon: General Loison in Münster
- 2. Bataillon: General Gobert in Minden
- 3. Bataillon: General Bisson in Braunschweig
- 4. Bataillon: General Thiebault in Fulda und Erfurt

Das Regiment sollte in Stil und Schnitt ursprünglich wie die preußische Infanterie uniformiert werden. Die Bewaffnung, Kopfbedeckungen und übrigen Ausrüstungsgegenstände wurden aus erbeuteten preußischen Magazinen entnommen, und es wurden aufgesammelte Waffen vom Schlachtfeld bei Jena verwendet. Dem Regiment war von Beginn an ein nur kurzes Dasein beschieden, da es unmöglich wurde, direkt in dem kurz darauf gegründeten Königreich Westphalen weitere Rekruten zum Ersatz anzuwerben. Die Rekrutierung ging nur langsam voran und erreichte zu keiner Zeit mehr als die Hälfte der festgelegten Stärken.
General Thiebault, Gouverneur des Bezirks Fulda, begann bereits im Dezember 1806 mit der Aufstellung und Einkleidung seines Bataillons (drei Kompanien Nassau-Oranien-Fuldaer Soldaten des ehemaligen fürstbischöflich-fuldaer Oberrheinischen Kreisregiments und drei aus Erfurt vom ehemaligen Regiment Nr. 59 „Graf Wartensberg“ sowie Kurmainzer Infanteriebataillon „von Knorr“). Er beschleunigte dies derart, dass er schon bald Musterstücke aller Uniformteile an die ebenfalls beauftragten Generäle schicken konnte. Das 4. Bataillon erhielt deshalb den Spitznamen „Le bataillon modele“. Obwohl Thiebault von Napoleons Befehl abwich, blaue Röcke wie bei der preußischen Infanterie einzuführen, sondern seine Männer in weiße Röcke (wohl aus sächsischen Beständen) mit roten Kragen und Aufschlägen einkleidete, wurde diese Montur auch bei den anderen drei Bataillonen übernommen.

## Desertionen beim ersten Ausmarsch
Nach Sammeln des 4. Bataillons in Fulda marschierte dieses am 15. April 1807 unter Befehl des Bataillonskommandeur Schenk nach Gelnhausen, Frankfurt am Main, Koblenz, Remagen und Jülich. Hier vereinigte es sich mit dem Rest des Regiments unter seinem Obristen Karl, Erbprinz von Hohenzollern-Sigmaringen (1785–1853). Am 20. Mai gelangte das Regiment über Maastricht, Tongern, Brüssel, Lille und Montcassel am 3. Juni nach Saint-Omer und am 10. Juni nach Calais. Es wurde mit neuen Musketen versehen und marschierte über Dünkirchen, Gent und Antwerpen nach Mechelen, wo es ab 25. Juni in Garnison lag. Auf dem Marsch waren so viele Soldaten desertiert, dass die vier Bataillone zu nur noch zweien, einem ersten mit den tüchtigsten, einem zweiten mit weniger tauglichen Männern, konzentriert wurden.

## Geschichte des ersten Bataillons („Bataillon de Westphalie“)
Am 1. November verlegte das 1. Bataillon unter seinem Bataillonskommandeur Schenk nach Spanien, wo es im Juli 1808, bald nach der Schlacht bei Bailén, zusammen mit der Hannoverschen Legion und einem Bataillon des Régiment Irlandais zur Verstärkung Junots nach Lissabon geschickt wurde. Das Bataillon Westphalen wurde vor der Schlacht bei Vimeiro wohl mit den genannten Einheiten bei Santarém zurückgelassen, jedoch wurde es nach diversen verlustreichen Vorkommnissen am 4. Januar 1809 in die französische Armee aufgenommen. Im Laufe des Jahres wurde seine Stärke noch weiter reduziert und am 30. September 1809 wurden die Reste des Bataillons in die Hannoversche Legion eingegliedert, die ihrerseits im August 1811 aufgelöst und den französischen Linieninfanterie-Regimentern Nr. 127, 128 und 129 (hanseatische, 127: Hamburg/Lübeck, 128: Bremen, 129: Osnabrück/Oldenburg) sowie den Regimentern „Isenburg“ und „Preußen“ und dem 3. Infanterie-Regiment des Großherzogtums Berg einverleibt wurde.

## Verbleib des zweiten Bataillons
Das zweite Bataillon verließ Mechelen am 4. Januar 1808 unter dem Kommando des Erbprinzen Friedrich von Hohenzollern-Hechingen und erreichte am 29. Januar Kassel. Dort wurden die Offiziere und Mannschaften zur Aufstellung des 2. Westphälischen Linien-Infanterieregiments verwendet (das später, 1813 bei Leipzig, vernichtet werden sollte).

## Uniform
Die Uniform und Ausrüstung folgten dem Vorbild der französischen Infanterie, die Grundfarbe war jedoch Weiß und die Abzeichenfarbe Rot. Anfangs wurden erbeutete Tschakos der preußischen Füsilierbataillone aus schwarzem Filz – Modell 1806/1807 – getragen. Der obere Deckelrand war mit weißer Stoffborte belegt. Französischer Tschakobeschlag war aus Messing nach dem Reglement vom 25. Februar 1806 in Rautenform. Als Emblem darauf befand sich der kaiserliche Adler, jedoch ohne Nummer (da „un corps lors ligne“ d. h. außerhalb Zählung). Der Behang war rot mit Quasten an der rechten Seite, darüber französische Kokarde und Kugelpompon. Spätere Tschakos ab 1808 waren nach französischem Modell mit Messingbeschlag in Form des kaiserlichen Adlers. Voltigeure trugen gelben Federstutz, bei den Grenadieren war dieser rot.
Der Rock (zunächst im preußischen Schnitt / deutschen Stil) mit Bronzeknöpfen war weiß mit bis zur Taille geschlossenen Rabatten und darunter sichtbarer Weste. Füsiliere hatten weiße Achselklappen mit roter Einfassung. Kragen, Rabattenpaspellierung, Rockumschlag sowie die Ärmelaufschläge und Patten waren rot. Grenadiere trugen Fransenepauletten aus roter Wolle, die Voltigeure trugen Epauletten mit grünem Schieber, rotem „Mond“ und gelben Fransen.
Ab Juni 1807 wurden vier Fahnen für die Bataillone nach altem Modell gefertigt, obwohl zu diesem Zeitpunkt die Truppe nur aus zwei Bataillonen bestand, und dem Regiment im November 1807 nachgesandt (Die Fahne des 3. Bataillons war noch 1912 in Kassel in der Neuen Buhler Galerie erhalten geblieben). Die Fahne des 1. Bataillons (verliehen am 6. Januar 1808 in Perigeux) folgte dem neuen regulären in rot-weiß-blau gehaltenem französischen Modell Challiot von 1804, vorne: „L'EMPEREUR DES FRANCAIS, AU REGIMENT DE WESTPHALIE“, hinten: „VALEUR ET DISCIPLINE 1er BATAILLON“.